# 中村明日美子
中村 明日美子（なかむら あすみこ、1月5日生）は、日本の漫画家。神奈川県出身。女性。血液型O型。

## 略歴
- 神奈川県に生まれる。大学時代の2000年に『月刊マンガF』（太田出版）の第3回エロティクスマンガ賞で佳作を受賞。同年10月、受賞作「コーヒー砂糖いり恋する窓辺」（単行本『鶏肉倶楽部』（2002年）収録）を同誌で発表しデビュー。その後も『月刊メロディ』〈白泉社〉への投稿を継続し、デビュー。『マンガ・エロティクスF』以外では、ボーイズラブ、少女漫画、挿絵などを多数の雑誌で発表している。
- 2010年7月6日、自身の体調不良により執筆活動の休止を公式サイトにて発表した。2011年2月から雑誌『KERA』で活動を再開している。
- 2016年2月20日に『同級生』がアニメ映画化、2017年6月3日に『ダブルミンツ』が実写映画化された。
- 2021年6月25日から7月12日まで、デビュー20周年を記念する展覧会「中村明日美子20年展」が大阪・心斎橋PARCOにて開催[1]。
- 2022年3月24日、『ウツボラ』がWOWOWでドラマ化されることが発表された。前田敦子が「朱」と「桜」を一人二役で演じる[2]。
- 榎田ユウリとの共著『先生のおとりよせ』が2022年4月よりテレビ東京系列でテレビドラマ化された。榎村遥華役を向井理、中田みるく役を北村有起哉が演じた[3][4]。

## その他
- 高校時代は美術コースに進み、演劇部に所属していた。大学でも演劇部に所属。趣味は舞台鑑賞。
- 好きな漫画は『るきさん』『孤独のグルメ』『カストラチュラ』など。好きなアーティストはT・レックス、好きな作家はウイリアム・バロウズ。
- YMCKの中村智之は兄[5]。

## 作品リスト

### 現在連載中
- 王国物語（『ウルトラジャンプ』、集英社）
- メジロバナの咲く（『楽園 Le Paradis』、白泉社）
- ふたりぐらし（『OPERA』、茜新社）

### 単行本
- コペルニクスの呼吸（2002年 - 2003年、太田出版 / 【新装版】中村明日美子コレクション1〜2、太田出版）全2巻
- 鶏肉倶楽部（2002年、太田出版 / 【新装版】中村明日美子コレクション3 2015年、太田出版）全1巻
- Jの総て（2004年 - 2006年、太田出版 / 【新装版】中村明日美子コレクション4〜6、太田出版）全3巻
- ばら色の頬のころ（2007年、太田出版 / 【新装版】中村明日美子コレクション7 2015年、太田出版）全1巻
- 片恋の日記少女（2008年、白泉社）全1巻
- 『同級生』シリーズ（2008年 - 、茜新社）既刊7巻
  - 同級生（2008年、茜新社）全1巻
  - 卒業生-冬-（2010年、茜新社）全1巻
  - 卒業生-春-（2010年、茜新社）全1巻
  - 空と原（2012年、茜新社）全1巻
  - O.B.（2014年、茜新社）全2巻
  - blanc（2020年 - 、茜新社 / 【特装版】2020年、茜新社）既刊2巻（2020年10月23日現在）
- 2週間のアバンチュール（2008年、太田出版 / 【新装版】中村明日美子コレクション8 2015年、太田出版）全1巻
- ノケモノと花嫁 THE MANGA（2009年-2020年、インデックス・コミュニケーションズ→モール・オブ・ティーヴィー→幻冬舎コミックス）全8巻
- 曲がり角のボクら（2009年、白泉社）全1巻
- ダブルミンツ（2009年、茜新社）全1巻
- あなたのためならどこまでも（2010年、芳文社）全1巻
- ウツボラ（2010年 ‐ 2012年、太田出版）全2巻
- 呼出し一（はじめ）（2010年、講談社）既刊1巻（2010年7月23日現在）
- 鉄道少女漫画（2011年 - 2017年、白泉社）全4巻
- LE THÉÂTRE DE A 〜Aの劇場〜（2012年、インデックス・コミュニケーションズ / 【新装版】2018年、集英社）『LE THÉÂTRE DE』の上巻
- LE THÉÂTRE DE B 〜Bの劇場〜（2013年、インデックス・コミュニケーションズ / 【新装版】2018年、集英社）『LE THÉÂTRE DE』の下巻
- 奈落何処絵巻 〜あなたのためならどこまでも 平安調スペシャル〜（2013年、芳文社）全1巻
- 先生のおとりよせ（2014年、リブレ出版、榎田ユウリと共著）全1巻 ※テレビドラマ化
- おはよう楽園くん(仮)（2015年、白泉社）全1巻
- 薫りの継承（2015年、リブレ出版）上下巻
- あの日、制服で（2015年、リブレ出版）全1巻
- 王国物語（2018年 -、集英社）既刊5巻（2024年1月18日現在）
- メジロバナの咲く（2019年 -、白泉社）既刊4巻（2024年8月30日現在）

### 単行本未収録作品
- 僕、タマゴマン。（2004年4月号、『月刊flowers』、小学館）
- 春の画（2009年7月号、『Dear+』、新書館）
- 2月14日の楽園くん（仮）（2011年第5号、『楽園 Le Paradis [ル パラディ]』、白泉社）※二本立て
  - 3月13日の楽園くん（仮）
- アードルテとアーダルテ（2011年、『ぽこぽこ』、太田出版）※webマガジン[6]

### アンソロジー寄稿
- ネオ寄生獣f（2015年、講談社）
- マンガアンソロジー谷崎万華鏡（2015年、中央公論新社）
- アンソロジー みんなでさらざんまい（2019年、幻冬舎コミックス）

### その他
- 【懺・】さよなら絶望先生 （2009年、第3話 エンドカード）
- 萌え男子がたり（2009年、ブックマン社、表紙・カラー絵）
- nanofingers Offset 『ギムナジウム』（2011年、CDジャケット）
- 妖奇庵夜話 シリーズ（2013年 - 、著：榎田ユウリ、角川ホラー文庫、表紙）
- 羅生門 朗読CD付（2014年、著：芥川龍之介、朗読：宮野真守、挿画）
- ルームメイト（2014年、著：雪代鞠絵、原著：ラナ・マクレガー 、ハーレクイン・ラブシック、表紙・口絵）
- BL進化論 ボーイズラブが社会を動かす（2015年、著：溝口彰子、太田出版、表紙）
- エロス×フェティシズム（2015年、共著、玄光社MOOK、イラスト・インタビュー）
- BL古典セレクション3 怪談 奇談（2019年、著：王谷晶、原作：ラフカディオ・ハーン、表紙）
- 猫とメガネ 蔦屋敷の不可解な遺言（2022年10月5日、著：榎田ユウリ、文春文庫、表紙・イラスト）
- 卍（2023年10月25日、著：谷崎潤一郎、中公文庫、表紙・口絵・挿画）